# Dallbach
Der Dallbach ist ein Bach und orographisch rechter Zufluss des Belziger Bachs auf der Gemarkung der Stadt Bad Belzig im Landkreis Potsdam-Mittelmark in Brandenburg. Er entspringt in einem Waldgebiet, das sich nordwestlich des Bad Belziger Wohnplatzes Springbachmühle befindet. Von dort fließt er auf einer Länge von rund 1,6 km vorzugsweise in östlicher Richtung. Er unterquert die Bundesstraße 102 und entwässert wenige Meter später in den Belziger Bach, einen Nebenfluss der Plane.